# Callitriche alata
Callitriche alata är en grobladsväxtart som beskrevs av A.I. Baranov och Skvorts.. Callitriche alata ingår i släktet lånkar, och familjen grobladsväxter. Inga underarter finns listade i Catalogue of Life.